# Barinas (stát)
Barinas je jeden ze 23 států Venezuely. Hlavní město tohoto spolkového státu se jmenuje Barinas. Ve státě Barinas se narodil prezident Venezuely Hugo Chávez.